# John Haswell
John Haswell (1812 – 1897) byl skotský inženýr a konstruktér lokomotiv, vozů a strojů. Je považován za průkopníka ve stavbě železničních vozidel a za jednoho z otců moderního rakouského průmyslu vůbec. Od počátku vybudoval první lokomotivní továrnu v Rakousku, neoficiálně známou pod jeho jménem, po 43 let stál v jejím čele jak odborně, tak organizačně, a byl zárukou její špičkové technické úrovně.

## Biografie
John Haswell se narodil 20. března 1812 v Lancefieldu poblíž Glasgowa, údajně do staré skotské rodiny Hessewellů. Navštěvoval nižší školy v Glasgowě, strojní inženýrství vystudoval na Andersonově univerzitě tamtéž. Pracoval ve strojírnách Claus Girwood & Co., Glasgow (1834) a Fairbairn & Co. v Manchesteru (1835–38). V roce 1837 tu byl pověřen vypracováním plánů na zřízení a strojní vybavení pro vídeňské dílny na kolejová vozidla podle objednávky nově vzniklé Společnosti Vídeňsko-rábské dráhy a v roce 1838 byl vyslán, aby na místě dohlížel na montáž dodaných strojů. Poté byl ředitelem Mathiasem Schönererem získán pro vedení hlavní dílny dráhy, pozdější lokomotivky StEG, v jejím čele pak stál čtyři desítky let. Haswell na svou pozici rezignoval roku 1882 a odešel na penzi. Zemřel roku 1897 a je pochován na hřbitově ve vídeňském Döblingu.

## Průkopník železničního inženýrství
Haswell, spolu s mechanikem Kraftem, dokázal za 1½ roku prakticky z ničeho vybudovat funkční továrnu sestávající z kotlárny, slévárny a dvou remíz tak, že mohla být nejen 21. dubna 1840 slavnostně otevřena arcivévodou Johannem, a ještě téhož roku pro Raabskou dráhu vyrobila tři lokomotivy a několik desítek vagónů. Jednalo se tak o první železniční vozidla vyrobená (1839–41) v Rakousku. K tomu bylo třeba vybudovat zcela nové výrobní odvětví - zavést nové, v Rakousku dosud neexistující technologie (mj. odlévání součástí ze železa), obstarat či vyrobit potřebné stroje, nářadí a přípravky, a k tomu pro začátek vyškolit přes 400 pracovníků. Haswell projektoval a jeho továrna vyráběla železniční vozidla pro vlastní i cizí železnice, přitom zabezpečoval i údržbu veškerého strojního zařízení své dráhy.
Díky svým schopnostem dosáhl roku 1841 pro svou lokomotivku úředního uznání jako "k. k. Landesberechtigte Maschinenfabrik" (státem uznaná strojírna), administrativně samosprávné, v administrativních a organizačních věcech nezávislé na majiteli.
Ve stavbě lokomotiv prosazoval Haswell k dosažení potřebného zvýšení výkonu cestu vícenásobného spřažení náprav u lokomotiv s přívěsným tendrem, jednodušší než u systému Engerthova, podmíněnou ale řešením schopnosti průchodu vícenápravového stroje obloukem. Mezi průkopnické lokomotivy, které opustily  továrnu v prvních letech její existence, tak patří první trojspřežní lokomotiva na kontinentu "FAHRAFELD" (1846), soutěžní lokomotiva pro Semmeringskou dráhu "VINDOBONA" (1851), první čtyřspřežní „horská“ lokomotiva "WIEN-RAAB" (1855) pro Semmering, nebo první čtyřválcová lokomotiva na světě "DUPLEX" (1862).
Haswellovými příspěvky k vylepšení provozních vlastností lokomotivy byly mj. vlastní konstrukce podvozku, provahadlování pojezdu, parní protitlaká brzda, poprvé nainstalovaná na lokomotivě "STEYERDORF" (1861), dyšna s regulovatelným tahem a dmychavkou (1866) nebo topeniště, pro zvýšení teplosměnné plochy provedené z vlnitého plechu (1872).
Mezi jeho vynálezy v oblasti technologie patří výroba kol odléváním nebo revoluční vynález hydraulického kovacího lisu (1860), který umožnil vyrábět velké a komplikované výkovky, jako ojnice a spojnice, tehdy nejdokonalejším způsobem a v nejvyšší kvalitě - lisováním do zápustek.

## Ocenění
Haswell je považován za jednoho z otců moderního rakouského průmyslu a zakladatele rakouské lokomotivní školy. Je autorem mnoha vynálezů k vylepšení provozu parních lokomotiv, často nepatentovaných a proto později připisovaných jiným vynálezcům.
Továrna, kterou vedl, byla vysoce ceněna tehdejšími technickými elitami. Výrobky Haswellovy lokomotivky vystavované na světových výstavách získaly zlaté medaile v Paříži v letech 1855 a 1867 a v Londýně 1862.
Roku 1936 po něm byla pojmenována Hasswellgasse ve Vídni-Floridsdorfu (21. obvod).

## Obrázky

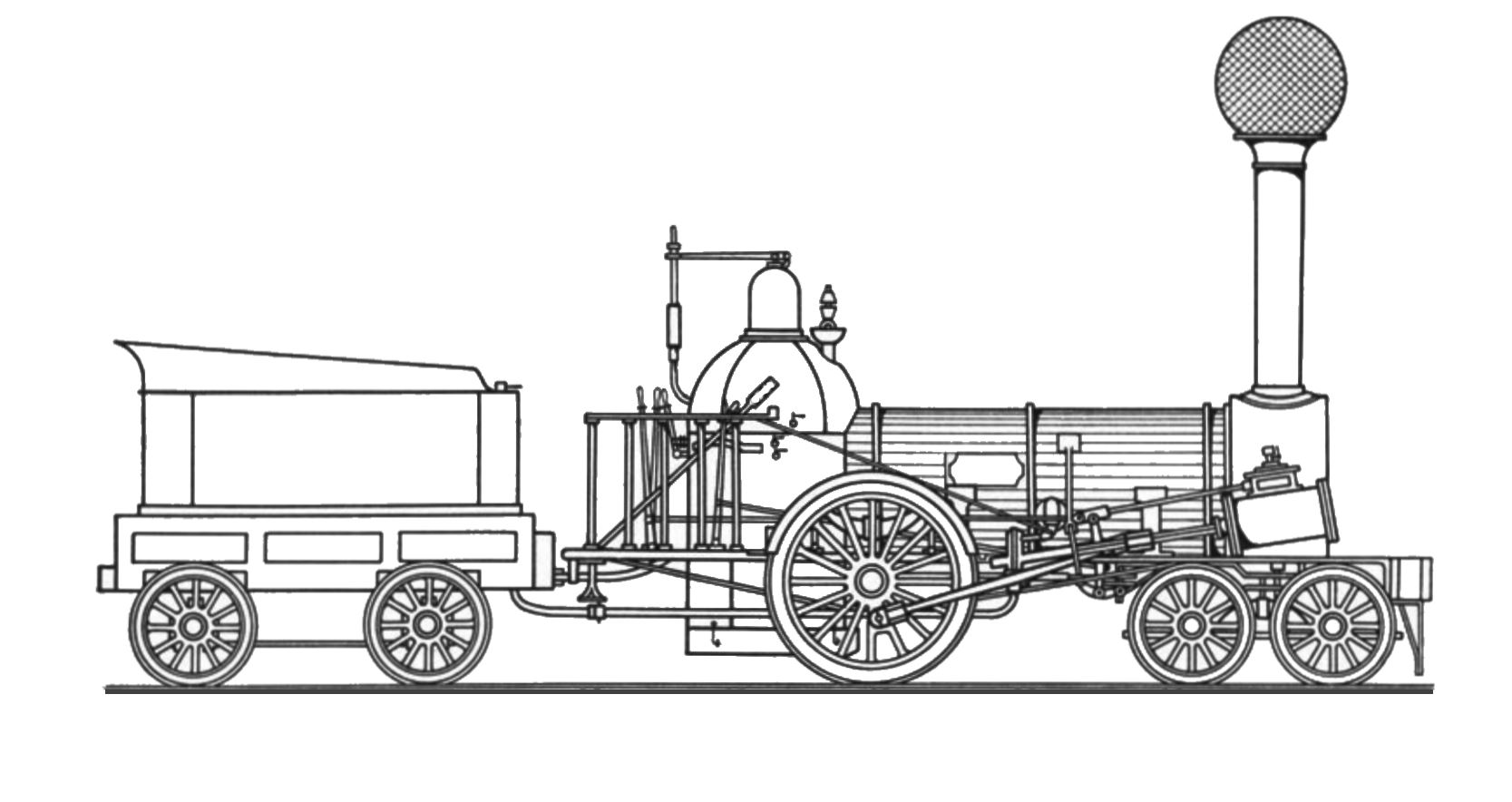
První Haswellova lokomotiva "WIEN" vyrobená podle vzoru stroje z Norrisovy lokomotivky, 1840
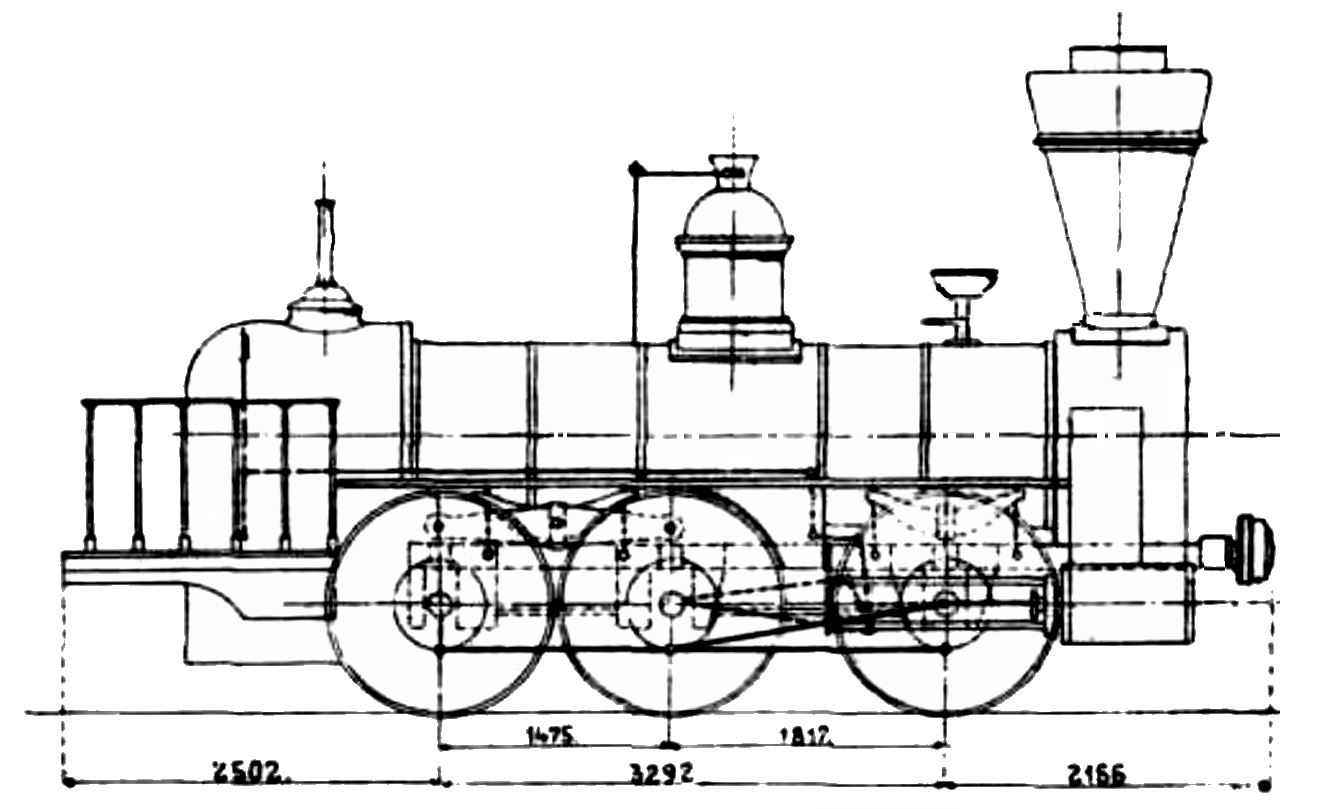
"FAHRAFELD" (1846), první trojspřežní lokomotiva v Rakousko-Uhersku, typ C n2 dominující železniční dopravě po následující půlstoletí
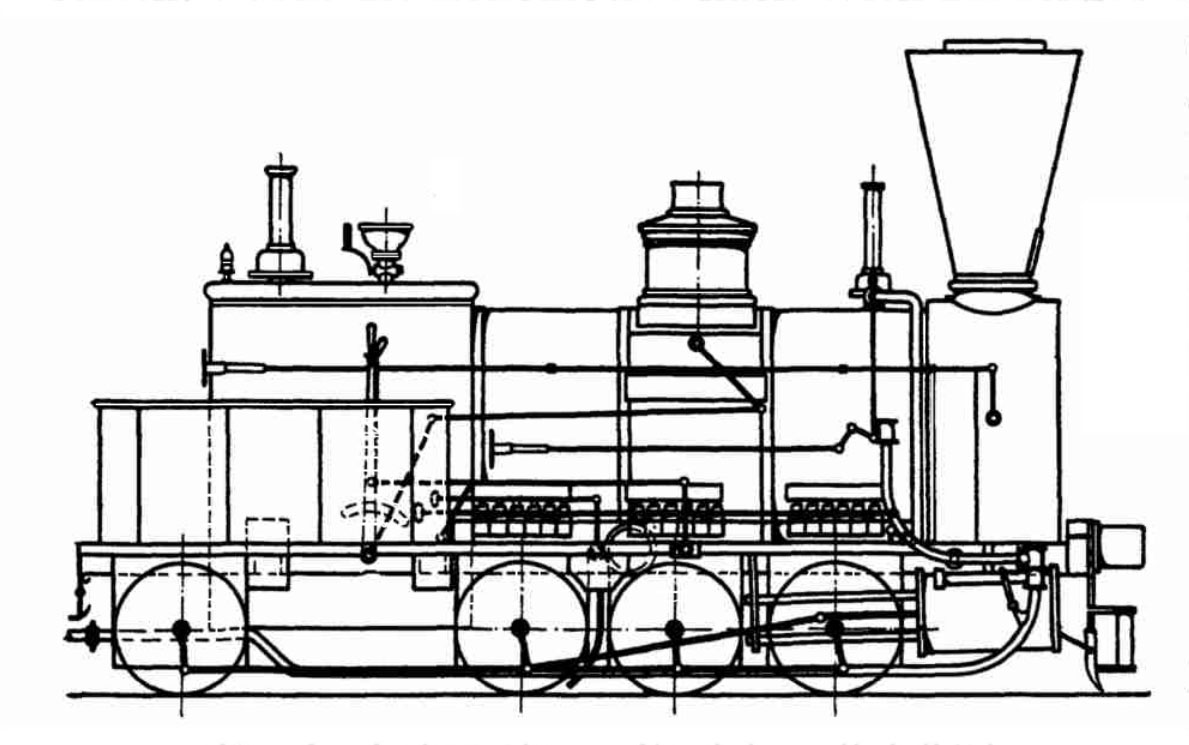
Haswellova lokomotiva "VINDOBONA" (výr.č.186/1851), přihlášená do soutěže o Semmeringskou dráhu
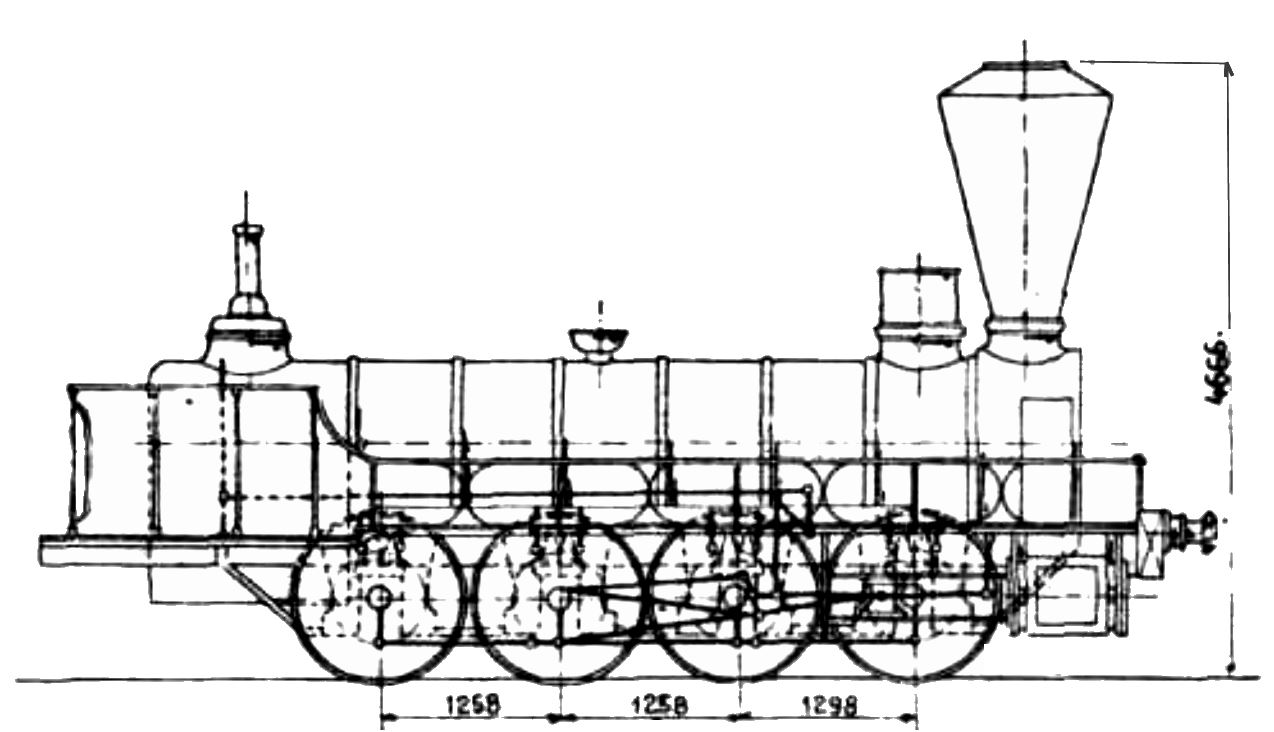
"WIEN-RAAB", první čtyřspřežní lokomotiva monarchie pro horskou dráhu přes Semmering (1855)
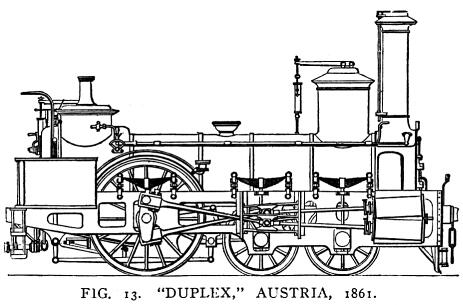
"DUPLEX", první čtyřčitá lokomotiva  na světě (1862)
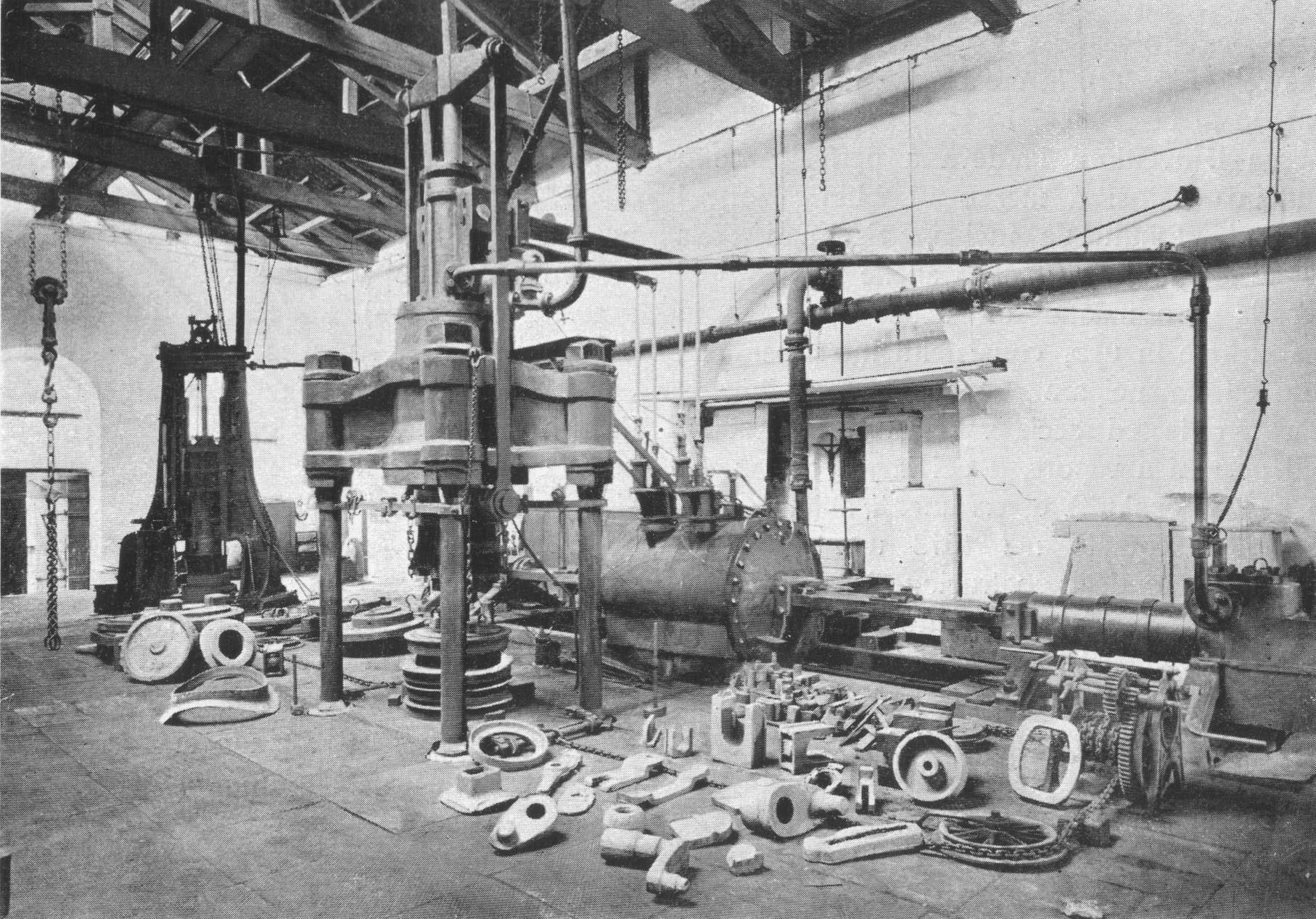
Haswellův lis s lisovacím tlakem 1 200 tun, instalovaný v lokomotivce StEG jako druhý r.1873